# BM-25

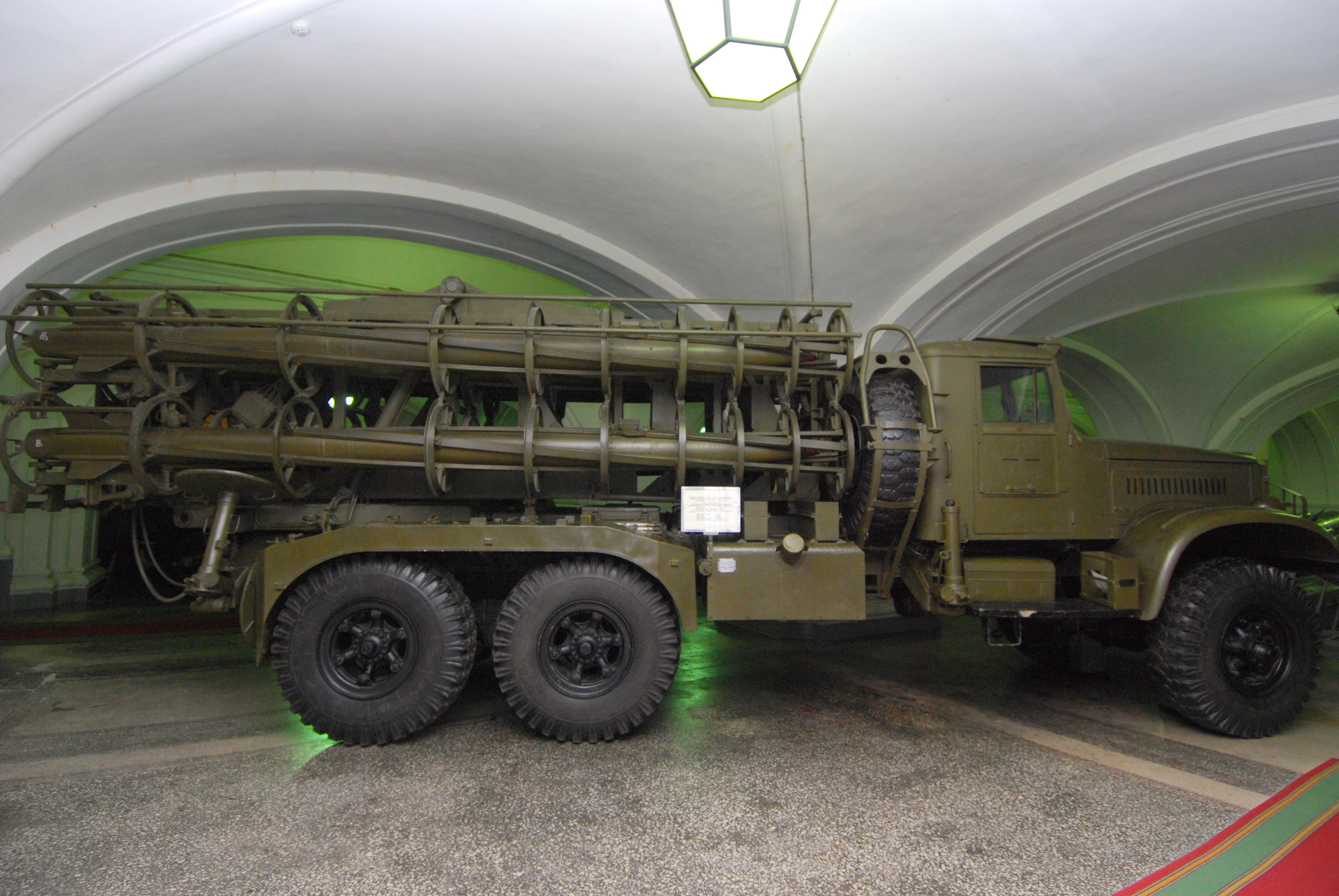
BM-25 auf KrAZ-214 in einem Museum in Sankt Petersburg (2010)

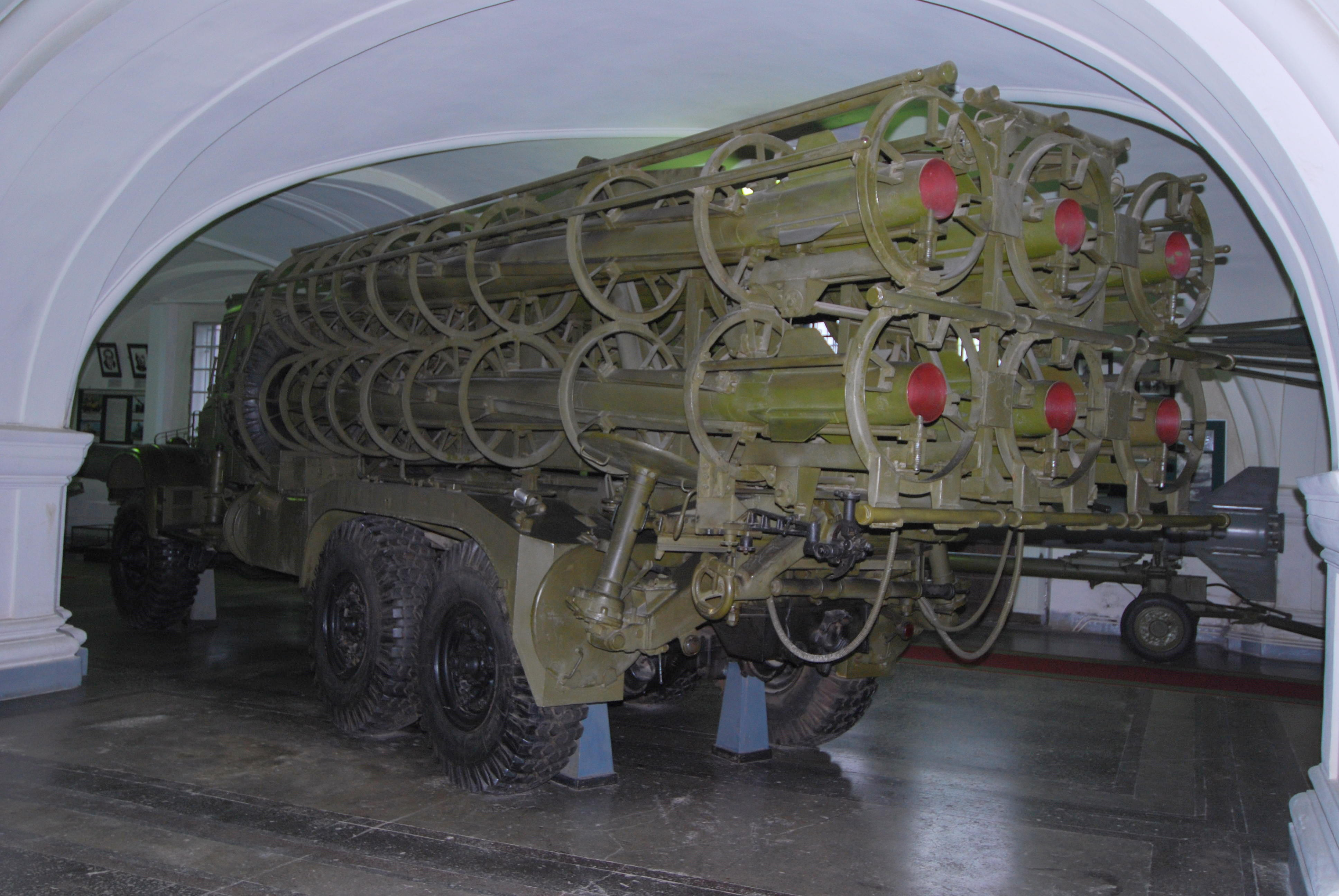
Heckansicht des gleichen Fahrzeugs (2010)

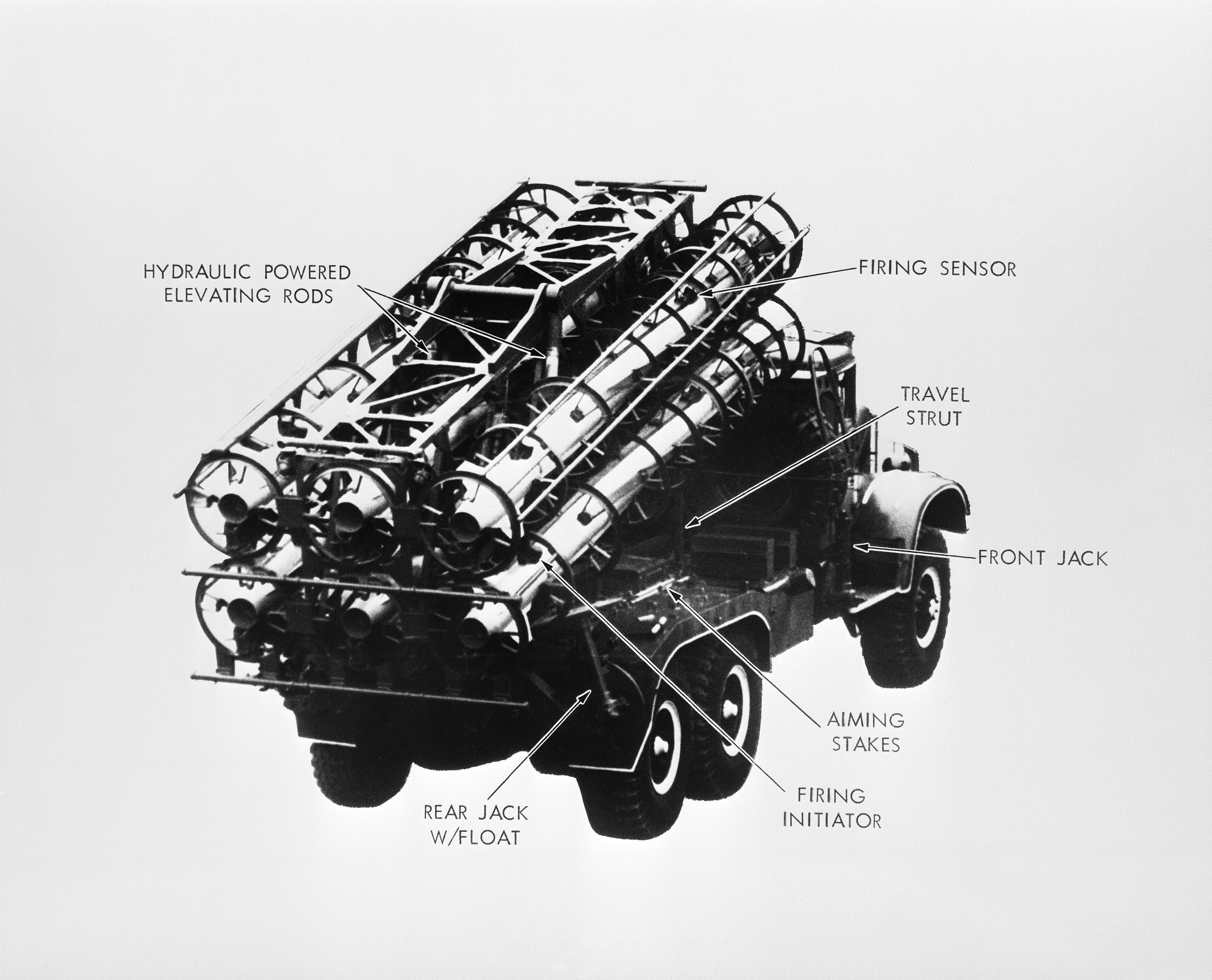
Darstellung des Aufbaus nach einem Papier des US-Militärs (1994)

Der BM-25 war ein Mehrfachraketenwerfersystem aus sowjetischer Produktion. Der GRAU-Index lautet „2K5 Korschun“ (Geier). Der Systemindex der russischen Streitkräfte lautet „2P5“. Die Raketen heißen „3R7“.

## Entwicklung
Das System wurde 1953 vom OKB-3 des Forschungsinstituts NII-88 entwickelt. Die Entwicklung der SM-44 Startrampe erfolgte im Konstruktionsbüro TsKB-34. Die ersten Systeme waren 1955 einsatzbereit. Der BM-25 wurde erstmals 1957 an der Oktoberparade der Öffentlichkeit vorgeführt. Der BM-25 wurde nur in kleiner Stückzahl bei den sowjetischen Landstreitkräften eingeführt. Das System wurde dort Mitte der 1970er Jahre ausgesondert. Mitte der 1980er Jahre wurden sämtliche BM-25 verschrottet und durch den BM-27 ersetzt.

## Technik
Auf dem dreiachsigen Lkw KrAZ-214 war ein Werferrahmen mit sechs Raketen des Kalibers 250 mm montiert. Ein Raketenwerfer war in der Lage, alle sechs Raketen in 6 bis 8 Sekunden zu verschießen. Das Nachladen eines leergeschossenen Werfers dauerte 10 bis 20 Minuten. Die Raketen besaßen eine große Streuung und eigneten sich daher nur zur Bekämpfung von Flächenzielen.

## Raketen
Die 3R7 Raketen wurden als einzige ihrer Klasse von lagerfähigem Flüssigtreibstoff angetrieben. Die Raketen verfügten über ein Heckleitwerk mit vier festen Leitflächen und waren drallstabilisiert. Ein leichter Drall wurde der Rakete beim Start durch den leicht verwundenen Werferrahmen gegeben. Die Raketen besaßen bei einer Brennschlussgeschwindigkeit von 1004 m/s eine max. Schussdistanz von 55 km. Eine Rakete wog 375 kg, wovon 100 kg auf den Splittergefechtskopf entfielen.

## Verbreitung und Einsatz
Das System wurde einzig nach Südjemen exportiert. Nur während des Bürgerkrieges im Jemen wurde es eingesetzt. Der BM-25 bewährte sich infolge der extrem großen Streuung der Raketensalven jedoch nicht.

## Technische Daten Raketen
| System                 | BM-25 / 2K5 Korschun            |
| ---------------------- | ------------------------------- |
| Rakete                 | 2P5                             |
| Hersteller             | OKB-3                           |
| Antrieb                | Einkammer-Flüssigkeitstriebwerk |
| Treibstoff             | Kerosin und Salpetersäure       |
| Brennzeit Raketenmotor | 7,8 Sekunden                    |
| Geschwindigkeit        | 1004 m/s                        |
| Länge                  | 5,538 m                         |
| Rumpfdurchmesser       | 250 mm                          |
| Gewicht                | 375 kg                          |
| Sprengkopf             | 100 kg Splittergefechtskopf     |
| max. Schussdistanz     | 55 km                           |